# Miguel Etchecolatz
Miguel Osvaldo Etchecolatz (* 1. Mai 1929 in Azul; † 2. Juli 2022 in Buenos Aires) war ein ranghoher argentinischer Polizist, der während der Argentinischen Militärdiktatur (1976–1983) bei der Polizei in der Provinz Buenos Aires als Chefermittler und Polizeikommandeur tätig war. 2006 wurde er zu lebenslanger Haft verurteilt, nachdem er des Mordes, der Freiheitsberaubung und der Folterung von politischen Gegnern für schuldig befunden worden war.

## Tätigkeit während der Diktatur
Etchecolatz war rechte Hand des Polizeichefs Ramón Camps und von 1976 bis 1977 Chefermittler der Polizei in Buenos Aires. Während seiner Amtszeit wies die Provinz Buenos Aires die höchste Rate an Entführungen auf. Er war für 21 geheime Gefangenenlager rund um die Hauptstadt verantwortlich und der stellvertretende Kommandeur in der Nacht der Bleistifte, in der vom 16. September auf 17. September 1976 zehn Studenten entführt und gefoltert wurden.

## Nach der Diktatur
1986 wurde Etchecolatz zu 23 Jahren Haft wegen Kindesentführungen und illegalen Verhaftungen sowie Folterungen in 95 Fällen verurteilt, musste aufgrund der damaligen Gesetzgebung (Ley de Obediencia Debida) jedoch nicht ins Gefängnis, sondern wurde unter Hausarrest gestellt. Später verfasste Etchecolatz ein Buch, in dem er die Diktatur verteidigte und den Erkenntnissen der Nationalkommission über das Verschwinden von Personen entgegenwirken wollte. Das Buch wurde 1998 von einem katholischen Verleger auf der Büchermesse von Buenos Aires präsentiert.

## Gerichtsprozess 2006
Etchecolatz war der erste Verbrecher der Diktatur von 1976 bis 1983, der seit der Aufhebung der Ley de Obediencia Debida 2005 angeklagt wurde. Am 19. September 2006 wurde er von einem Gericht in La Plata schuldig befunden, insgesamt acht Personen entführt, gefoltert und sechs davon ermordet zu haben. Während des Prozesses wurden über 100 Zeugen befragt, darunter auch der ehemalige argentinische Präsident Raúl Alfonsín.
Etchecolatz verteidigte seine Handlungen und bezeichnete sich kurz vor der Urteilsverkündung als „Kriegsgefangenen“ und „politischen Gefangenen“.

## Haft
Ende 2017 wandelte ein Gericht in Buenos Aires die lebenslange Haftstrafe von Etchecolatz in Hausarrest um, Anfang Januar 2018 durfte er in sein Haus in Mar del Plata zurückkehren. Diese Entscheidung wurde mit seinem fortgeschrittenen Alter (88) und Gesundheitszustand begründet. Sie führte zu Protesten von Menschenrechtsorganisationen, Diktaturopfern und deren Angehörigen. Auch Etchecolatz’ Tochter kritisierte den Vorgang in einer öffentlichen Bekanntmachung. Am 11. Januar 2018 erklärte ein Kassationsgericht das Gesuch um Haftentlassung aufgrund der Tragweite der Verbrechen und bestehender Fluchtgefahr für unzulässig. Etchecolatz setzte seine Haftstrafe im Gefängnis in Ezeiza fort, ein erneutes Gesuch um Umwandlung in Hausarrest wurde im August 2020 abgelehnt.
Miguel Etchecolatz starb am 2. Juli 2022 im Alter von 93 Jahren.